# Mantidactylus delormei
Mantidactylus delormei es una especie de anfibio anuro de la familia Mantellidae.

## Distribución geográfica
Esta especie es endémica de Madagascar. Habita entre los 1300 a 1800 m sobre el nivel del mar en el Macizo de Andringitra y el parque nacional de Ranomafana.

## Descripción
Mantidactylus delormei mide aproximadamente 39 milímetros (1,5 plg). Su espalda es generalmente de color marrón uniforme con una línea media oscura. Su vientre es de un tono más amarillento.

## Publicación original
- Angel, 1938 : Sur quelques Amphibiens de Madagascar ; description d'un Mantidactylus nouveau. Bulletin du Muséum National d'Histoire Naturelle, sér. 2, vol. 10, p. 488-490.[6]